# Amici miei - Atto IIIº
Amici miei - Atto III è un film del 1985 diretto da Nanni Loy, terzo e ultimo film della serie cinematografica iniziata con Amici miei. È l'ultimo film interpretato da Adolfo Celi, che morirà un anno dopo le riprese.

## Trama
Invecchiati ed acciaccati ma sempre desiderosi di proseguire con le loro zingarate a danno del prossimo, il conte Mascetti (paralitico e sulla sedia a rotelle dopo il malore avuto nel film precedente), l'architetto in pensione Melandri, il barista Necchi e il dottor Sassaroli continuano a frequentarsi regolarmente ed a divertirsi con tremendi scherzi a danno di chi gli capita a tiro.
Vedovo da poco, il Mascetti viene convinto a malincuore dagli amici a stabilirsi nella lussuosa casa di riposo Villa Serena, dove incontra Valeria, una signora anche lei ricoverata, che sembra voler fare amicizia con lui e che lui inizialmente evita. Il Melandri, il Necchi ed il Sassaroli vanno a trovarlo regolarmente ed organizzano nuove zingarate, delle quali diventano inevitabilmente vittime gli anziani dimoranti di Villa Serena ed alle quali collaborano anche alcuni personaggi esterni al quartetto, in particolare il simpatico inserviente Cecco. Il primo scherzo riguarda la visione di un improbabile programma televisivo per anziani, filmato e trasmesso da loro stessi. Lo scherzo successivo riguarda Amalia Pecci Bonetti, una piacente e distinta signora ospite della casa di riposo, di cui il Melandri, che ha nel frattempo scelto di vivere anch'esso lì, si innamora perdutamente, al punto di fidanzarsi con lei. In seguito la nipote della signora rivela che sua nonna non è affatto la creatura sensibile e romantica che sembra, bensì è di costumi piuttosto facili: messa alla prova dal Mascetti, non esita ad andare a letto con lui, provocando ovviamente l'ira del Melandri. Il terzo scherzo viene fatto ad un altro anziano residente della villa, il signor Stefano Lenzi, al quale gli amici fanno credere di essere ritornati giovani e pimpanti vendendo l'anima al diavolo, invitandolo a fare lo stesso; viene quindi inscenato un improbabile rito diabolico, in cui il Sassaroli si mostra travestito da Satana. Il Lenzi viene quindi addormentato con sonniferi forniti dal Sassaroli e, mentre dorme, gli vengono tinti i capelli. Al suo risveglio si convince di essere effettivamente ringiovanito, quindi ne approfitta per tornare dopo molti anni in un bordello e fare l'amore come da giovane, ma l'esperienza gli è fatale.
Con la morte del Lenzi, a Villa Serena si libera una stanza: il Necchi convince la moglie Carmen a trasferirsi lì dopo aver venduto il loro bar. Il Melandri, il Mascetti e il Necchi quindi continuano i loro scherzi, arrivando addirittura ad organizzare un'improbabile vacanza in aereo al Polo Nord insieme a tutti gli altri ospiti: questo fa andare su tutte le furie la direttrice, che concede loro un mese di tempo per andarsene dall'ospizio. Carmen, disgustata, coglie la palla al balzo e lascia il marito, interessata a riprendere la vita da barista.
I quattro, indignati per essere stati "sfrattati", sabotano la struttura spargendo rane in sala pranzo, versando del profumo nel minestrone e combinando altri scherzi, e convincono tutti i dimoranti a collaborare con loro e a dare la colpa alla direttrice. Durante una ridicola "occupazione" sul tetto della casa di riposo, vedono la donna abbandonare il complesso e all'inizio pensano che si sia arresa: in realtà, l'ospizio è stato acquistato da qualcun altro. Il nuovo proprietario e direttore, inizialmente descritto come un vero aguzzino, è in realtà il Sassaroli, che, essendosi reso conto che stava iniziando a perdere colpi, ha venduto la sua clinica in collina; egli inizia subito a concedere molte libertà agli anziani.
Alla fine i quattro, annoiati dalla vita fin troppo tranquilla dell'ospizio, si recano alla stazione per inscenare ancora, dopo tanti anni dall'ultima volta, la loro zingarata preferita, cioè schiaffeggiare i passeggeri dei treni in partenza, ma, ormai indeboliti dalla vecchiaia, non riescono più a raggiungere con le braccia le persone affacciate ai finestrini e sono loro a venire schiaffeggiati dai passeggeri stessi; tutti tranne il Mascetti, il quale, rimanendo seduto sulla carrozzina, spruzza inchiostro con una peretta sui volti dei viaggiatori.

## Produzione
La casa di cura dove è ambientato il film è Villa La Loggia, che si trova lungo via Bolognese di Firenze. Vengono mostrati la sala convegni, il parco e alcune stanze.
La scena in cui il quartetto va alle giostre è stata girata a Prato, nell'area compresa tra i due bracci di viale Galilei, via Marradi e via Bensa, zona oggi trasformata in parco per bambini.
La scena della casa d'appuntamenti dove viene portato il Mascetti e il piazzaletto antistante (da cui il fotogramma presente qui nella pagina è tratto), nei pressi di un ponte sul fiume Serchio, si trovano in località Ponte a Moriano, o più precisamente Santo Stefano di Moriano, nel comune e provincia di Lucca. L'edificio, al pian terreno, è sempre stato un bar, in cui si sono succedute varie gestioni fino ad oggi. Detto bar è sempre stato chiamato con l'appellativo "da cendora".
L'attore francese Bernard Blier, che nel primo film interpretava Nicolò Righi, un anziano e goloso signore che diveniva oggetto di un atroce scherzo, qui interpreta Stefano Lenzi, altra anziana vittima dei quattro burloni.

## Riconoscimenti
- 1986 - Nastro d'argento
  - Miglior attore non protagonista a Gastone Moschin